# Folke Hellström Lind
Folke Hellström-Lind, född 5 september 1913 i Matteus församling, Stockholm, död 11 januari 1957 i Eskilstuna Klosters församling, Eskilstuna, Södermanlands län, var en svensk målare. 
Han studerade bland annat på Det Kongelige Danske Kunstakademi i Köpenhamn. På 1930-talet flyttade han runt i Europa för att 1941 bosätta sig i Torshälla fram till sin död. Han var nära vän med Torshällakonstnären Allan Ebeling. Han finns representerad vid bland annat Norrköpings konstmuseum.